# 張簡 (隆慶進士)
張簡（1534年—？），字易從，號敬菴，直隸河間府靜海縣人，民籍，明朝政治人物。

## 生平
嘉靖三十七年（1558年）戊午科順天府鄉試第五十一名舉人。隆慶二年（1568年）中式戊辰科會試第一百七十五名，三甲第二百二十一名進士。授推官，六年十月选授试御史，萬曆元年（1573年）實授浙江道御史，三月巡视光禄寺，九月患病回籍。起复原职，三年巡按江西，五年七月巡按河南，十年七月升大理寺右寺丞，十一年二月轉左寺丞，十一月升右少卿，十二年九月被罢职。

## 家族
曾祖張榮，典史；祖父張璣，訓導；父張進德，母郭氏。永感下。兄张範（知县）。